# Frontera entre Argelia y Sahara Occidental

Incremento de la ocupación marroquí desde 1982.

La frontera entre Argelia y Sahara Occidental separa Argelia y el territorio reivindicado por el Sahara Occidental. Mide 41 km, y sigue una línea norte-sur ubicada en los 8° 40' oeste.
El Sahara Occidental fue ocupado por Marruecos en 1976, aunque una porción del territorio (alrededor del 20 %) es controlada por el Frente Polisario.